# Vila-sana
Vila-sana – gmina w Hiszpanii, w prowincji Lleida, w Katalonii, o powierzchni 19,18 km². W 2011 roku gmina liczyła 710 mieszkańców.